# Wielkie Wierzno
Wielkie Wierzno – wieś w Polsce położona w województwie warmińsko-mazurskim, w powiecie braniewskim, w gminie Frombork. Powierzchnia wsi wynosi 6,7428 km².
W latach 1975–1998 miejscowość administracyjnie należała do województwa elbląskiego.

## Historia
Wieś została założona w 1297 r. przez biskupa warmińskiego Henryka Fleminga. We wsi znajdują się dwa obiekty wpisane do  rejestru zabytków. Pierwszy to kościół parafialny pw. Wszystkich Świętych, wybudowany w 1597 roku, restaurowany w latach 1700–1702, wieża przebudowana w 1845. Drugi zabytek wpisany do rejestru to kolekcja zabytków ruchomych Józefa Kuciaka.